# Солдати (фільм, 1956)
«Солдати» (рос. «Солдаты») — російський радянський художній фільм 1956 року за мотивами книги Віктора Некрасова «В окопах Сталінграда».

## Нагороди
- 1958 — I Всесоюзний кінофестиваль в Москві — третя премія за режисуру (А. Іванов)

## Зміст
Дія фільму розгортається під час Другої світової війни, влітку 1942 року. Троє військових, Керженцев, Валега і Сєдих, разом із рештою відступаючих військ тримають шлях на Сталінград, проходячи повз українських сіл і степів, адже в Сталінграді вже формуються нові військові частини.

## Ролі
- Всеволод Сафонов — лейтенант Юрій Керженцев
- Інокентій Смоктуновський — Фарбер
- Тамара Логінова — Люся
- Леонід Кміт — Чумак
- Микола Погодін — Карнаухов
- Людмила Маркелія — Маруся
- Юрій Соловйов — Антон Валега
- Євген Тетерін — Георгій Акимович
- Владислав Ковальков — Іван Сєдих
- Михайло Ладигін — Бородін
- Борис Ільясов — капітан Абросимов
- Олег Дашкевич — солдат

## Знімальна група
- Режисер: Іванов Олександр Гаврилович
- Автор сценарію: Некрасов Віктор Платонович
- Оператор: Фастович В'ячеслав Ксаверьєвич
- Художник-постановник: Суворов Микола Георгійович
- Композитор: Олег Каравайчук
- Звукорежисер: Євген Нестеров

## Цікаві факти
- У цьому фільмі дебютували в кіно Всеволод Сафонов та Микола Погодін.
- Через політичні погляди автора повісті фільм, після декількох років прокату в кінці 1950-х років, незважаючи на престижну Премію, був надовго покладений на полицю після еміграції Некрасова.
- Книга вийшла в 1946 році в журналі «Знамя», головним редактором якого тоді був Всеволод Вишневський.
- Незважаючи на гостру критику повісті Некрасова, Сталін особисто захистив автора від нападок критики, що звинувачувала його в «повзучому реалізмі», «ремаркізмі» та «пацифізм», і присудивши Йому премію власного імені 2-го ступеня.

### Відмінності фільму від літературної першооснови
- Поміщене в заголовок фільму згадка «за повістю Некрасова» — зроблено з часткою політичного лукавства: на дворі нове «тисячоліття» під назвою «початок відлиги»:
  - Від повісті у фільмі збереглася тільки частина персонажів і частково — послідовність подій.
  - Фільм, поставлений через десятиліття після виходу в світ книги і десятирічного забуття, позбавлений передмови про боях на Україні, позбавлений не тільки образів Ширяєва, Самусева і Гоглідзе, які билися з четвіркою на Україні, але й одного з головних героїв — Ігоря (відповідно, четвірка на чолі з Керженцевим перетворилася у фільмі в трійку).
- Глава сімейства, куди прибули на постій бойові друзі перед облогою Сталінграда, з Миколи Миколайовича перетворився на Георгія Амвросійовича (у книзі — це інженер-електрик ТЕЦ), включивши в себе риси двох книжкових персонажів.
- Ряд політичних вставок:
  - З фільму виключені згадки про мінування промислових об'єктів (і добра п'ята частина сюжету): місто ворогові здавати не збиралися!
  - Виключений персонаж Калузький, що провокував Керженцева на роботу в штабі.
  - У книзі Абросимова відправляють в штрафну роту.
  - У фільмі відсутня сцена приходу перед боєм перевіряючих з політвідділу.
  - Доданий персонаж комісара дивізії, який налаштовує солдат перед боєм за першим траншею.
  - Керженцев став комуністом, хоча в повісті про це не говориться.
- У повісті перед початком атаки на траншею Чуйков посилає лише один «кукурузник», який скидає кілька бомб. На звуковій доріжці фільму явно чути відгомін численних вибухів у німецьких траншеях і шум цілої ескадрильї.
- Розмова Керженцева з Фарбер не бережу перед концертом переносять на вересень, хоча в книзі це кінець жовтня — початок листопада.
- З фільму виключено яке згадування про Сталіні, включаючи фотографії вождя, а заодно і згадка про святкування 35-ї річниці Великого Жовтня, до організації цієї революції, як відомо, Н. Хрущов, на увазі юного віку, не мав відношення. Сама назва міста звучить вкрай рідко.
- Щоб не було асоціацій з ганебної здачею Харкова, куди Ставка направила членом Військової Ради саме Хрущова, про це місто у фільмі говорять мало, а в книзі, навпаки, поминають в кожній окопній розмові.
- У сценарій фільму додана лірична лінія. Прописаний роман Керженцева і Люсі, а також з'являється персонаж — санітарка Маруся, у якої виникає взаємна симпатія з Сєдих.
- Керженцева у фільмі ранять снарядом, а не з ворожого кулемета, з необережності бійця.
- Фінал картини повністю переписаний, місце дії перенесено до старих траншей (біля «Метиза») і Мамаєва кургану.

### В. Некрасов про сценарій
Після якогось там варіанту стало ясно, що, сліпо слідуючи книзі, ти губиш і книгу, і майбутній фільм. Кіно не може всього перетравити. У нього свої закони, і закони дуже суворі: сеанс півтори години, картина 2700 метрів, сценарій не більше вісімдесяти сторінок на машинці. А в повісті 250 сторінок — 13 друкованих аркушів. Що ж робити? Вихід один. На кінематографічній мовою це називається робити «за мотивами». Тобто та ж думка, ті ж основні події, ті ж основні герої, але не обов'язково ті ж «пропоновані обставини». Коротко кажучи, ти робиш якусь "вичавку"з твору, береш з нього найістотніше і ліпиш щось нове, розраховане вже не на читача (режисер і актори не в рахунок), а на глядача, у якого до тебе — письменникові, зовсім інші вимоги, ніж у читача. 

### Як листувалися афоризми
Афоризми у фільмі і книзі відрізняються не стільки специфікою жанрів мистецтва і необхідністю «окіношніть» текст діалогів з повісті, скільки політичним замовленням 1956 року, кампанією десталінізації і розвінчанням культу особи, показом головною і спрямовуючої ролі партії. У фільмі діалоги, вони м'якше, в них більше гумору, ніж жовчі; більше політики, ніж правди війни:
 — Навіть на Місяць я дивлюся з точки зору придатності у військовій справі. (Керженцев у фільмі)

 — Я тепер і на Місяць дивлюся з точки зору її вигідності і корисності (цитата з книги) 
 — Найстрашніше на війні не снаряди, що не бомби, а незнання, куди докласти сили. (Керженцев у фільмі)

 — Так, найстрашніше на війні — це не снаряди, що не бомби, до всього цього можна звикнути; найстрашніше — це бездіяльність, невизначеність, відсутність безпосередньої мети. Куди страшніше сидіти в щілини у відкритому полі під бомбардуванням, ніж іти в атаку. А в щілини адже шансів на смерть куди менше, ніж в атаці. Але в атаці — мета, завдання, а в щілини тільки бомби вважаєш, потрапить чи не потрапить.(цитата з книги)
- Якщо це можна назвати обкопування, то — окопалися (Фарбер) — добавлено в сценарій, в книзі немає
- Клинок дарований, на фашистського звіра приготований, а не банки відкривати (Іван Сєдих) — добавлено в сценарій, в книзі немає
- Хлопці, це ж — вино. А ну-ка, нювалась, хто п'є! (Чумак) — добавлено в сценарій, в книзі немає

У книзі Люся і Юрій міркують про Блока, але в 56-му вже повернуто читачеві заборонений раніше Єсенін. Тому Керженцев читає саме його.